# حصار ميميكا
حصار ميميكا في نوفمبر 2017 تطورت التوترات في ميميكا ريجنسي في بابوا إثر الحصار المفروض على قريتين من قبل جيش التحرير الوطني في بابوا الغربية الذراع العسكري لحركة بابوا الحرة. وصفت حكومة إندونيسيا الوضع بأنه "أزمة رهائن"، حيث ذكرت الشرطة الإندونيسية أن 1.300 شخص احتجزوا كرهائن. نفت مصادر أخرى مثل محامي حقوق الإنسان فيرونيكا كومان أو السلطات المحلية اللاحقة وصف "أزمة الرهائن"، حيث أن جيش التحرير الوطني كانت تقيم حواجز على الطرق تعيق الوصول إلى القرى المتضررة.
قبل الحصار اشتعلت التوترات في المنطقة، حيث تسبب حادث إطلاق النار في مقتل ضابط شرطة إندونيسي وإصابة 6 آخرين. في أعقاب انهيار المفاوضات عقدت عملية عسكرية في 17 نوفمبر، مما أدى إلى تخلي مقاتلي الحركة الشعبية عن القرى. ذكرت آسيا نيوز الإندونيسية أنه تم العثور على اثنين من أعضاء الجيش الوطني الإندونيسي قتيلين. في المجموع قُتل اثنان من ضباط الشرطة وأصيب سبعة.